# Werkssiedlung Langenstück
Die Werkssiedlung Langenstück ist eine in den Jahren 1904 bis 1913 für die Phoenix AG für Bergbau und Hüttenbetrieb erbaute Arbeitersiedlung in der Gemeinde Nachrodt-Wiblingwerde. 
Sie wurde am 26. August 1988 gemäß § 5 DSchG durch die Gemeinde als Denkmalbereich unter Schutz gestellt und in der Liste der Baudenkmäler unter laufender Nummer 11 sowie als Denkmalbereich unter laufender Nummer 1 eingetragen.
Maßgeblich für die Unterschutzstellung als Denkmalbereich war, dass sich alle Gebäude der werksgebundenen Arbeitersiedlung über mehrere klar gegliederte Straßen erstrecken und die Dachlandschaft mit der städtebaulichen Umgebung abgestimmt ist. Die parallel gestaffelt am Hang liegenden Straßen Schillerstraße, Niemöllerstraße und Goethestraße sind durch eine unbebaute Straße miteinander verbunden.
Ferner haben fast alle Gebäude, zumeist Doppelhäuser, als besonderes Merkmal eine einfache Kubatur mit plastischen Putzfassaden und Natursteinsockeln. Die jüngeren Häuser haben Zierfachwerk und eine Giebelverbretterung. Zu den Objekten gehören große Gärten.
Folgende Straßen und Gebäude gehören seit 28. Juni 2016 zum Denkmalbereich:
| Straßenbezeichnung   | Ungerade Hausnummern | Gerade Hausnummern | Bild |
| -------------------- | -------------------- | ------------------ | --- |
| Schillerstraße       | 1 bis 27             |                    | Blick in die Schillerstraße |
| Niemöllerstraße      | 5 bis 33             | 2 bis 20 26 bis 32 | Blick in die Niemöllerstraße |
| Goethestraße         | 1 bis 23             | 6 bis 8 20 bis 24  | Blick in die Goethestraße |
| Ebertstraße          | 1 bis 23             | 2 bis 20           | Blick in die Ebertstraße |
| Wiblingwerder Straße |                      | 8 bis 14           | Wiblingwerder Straße |
| Uhlandweg            | (ohne Bebauung)      |                    | Verbindungsweg, der die parallel gestaffelt am Hang liegenden Straßen Schillerstraße, Niemöllerstraße und Goethestraße miteinander verbindet. Bild zeigt die Verbindung zwischen Niemöllerstraße und Schillerstraße am Ende des abfallenden Weges. |

Der Denkmalbereich umfasst weitere, unbebaute Grundstücke der Gemarkung Nachrodt-Wiblingwerde, Flur 1.